# Phoniscus atrox
Phoniscus atrox је врста слепог миша из породице вечерњака (лат. Vespertilionidae).

## Распрострањење
Ареал врсте је ограничен на мањи број држава.
Врста има станиште у Индонезији, Малезији и Тајланду.

## Станиште
Станишта врсте су шуме и речни екосистеми. 
Врста је присутна на подручју острва Суматра у Индонезији.

## Угроженост
Ова врста је на нижем степену опасности од изумирања, и сматра се скоро угроженим таксоном.